# Kati
Kati és un municipi urbà i la ciutat més gran de la regió de Koulikoro de Mali. La ciutat està situada a 15 km al nord-oest de Bamako, la capital de Mali, a la línia ferroviària Dakar-Niger. En el cens de 2009, el municipi tenia 114.983 habitants.

## Història
Kati va ser el lloc del Camp Gallieni, on el 2n Regiment de Tirailleurs senegalesos estava aquarterat. El 13 de maig de 1934 es va dedicar un memorial de guerra a la mort des de la Primera Guerra Mundial i la conquesta del Sudan. Després que Mali es va independitzar, les Forces Armades franceses van abandonar Kati el 8 de juny de 1961. L'exèrcit malià va fundar una escola militar a la base.

## Economia

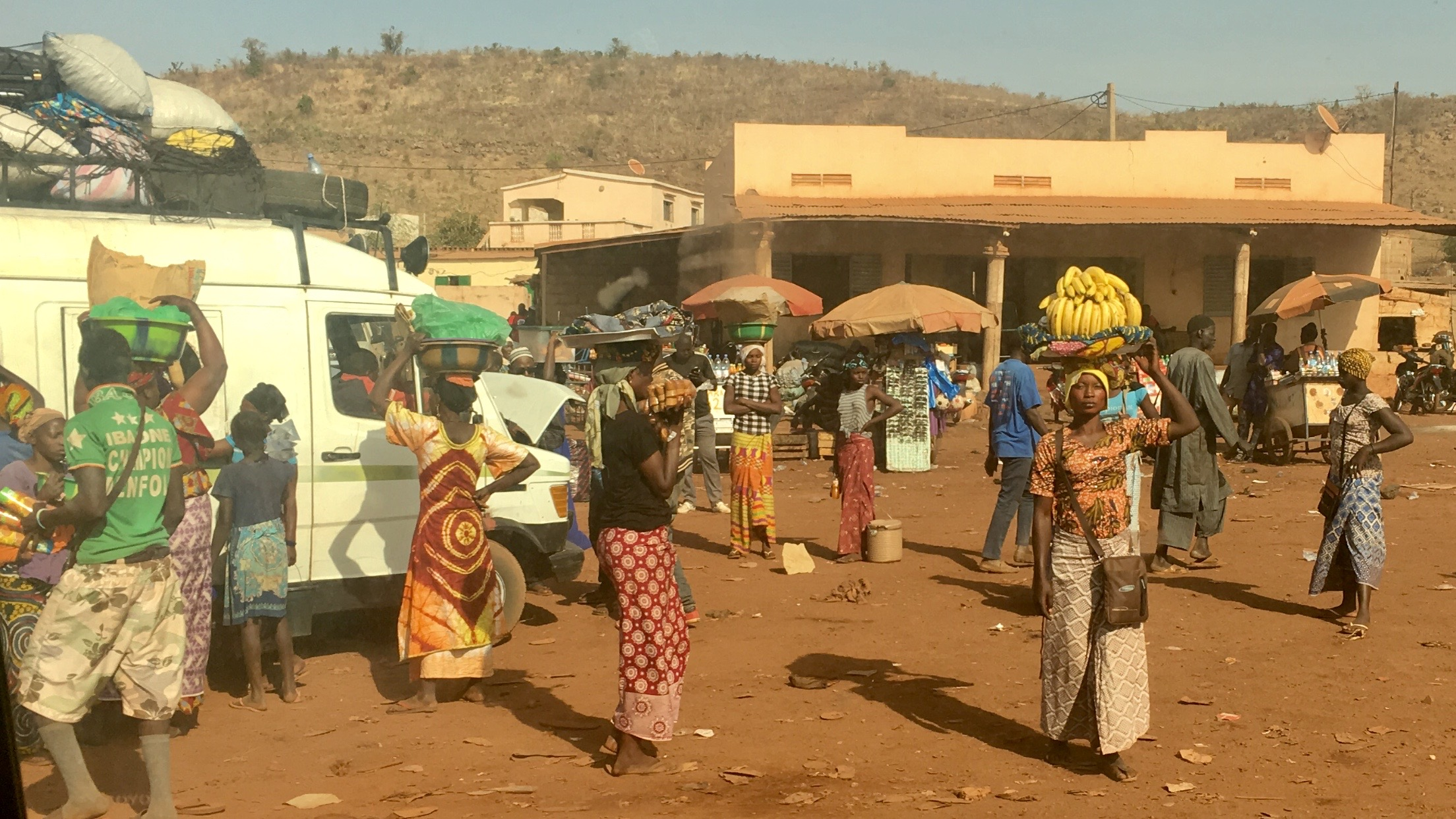
Venedors de carrer a Kati.

Kati és la capital del cercle de Kati. També és una ciutat de guarnició. La ciutat té un hospital militar i un hospital civil. La ciutat té diverses instal·lacions d'ensenyament (moltes escoles fonamentals i una universitat). Es va crear un club juvenil i un centre artístic amb el suport de la cooperació francesa.
Kati és una ciutat comercial pròspera. Un important mercat de bestiar té lloc cada setmana. Kati es troba al ferrocarril Dakar-Níger i a la carretera Bamako-Kolokani i Kati-Négéla-Kita.

## Demografia
La població és principalment musulmana, però amb la presència d'una missió catòlica romana la comunitat catòlica també està ben establerta.
La població de Kati parla principalment bambara localment anomenada Bamanankan.

## Societat

### Govern
Des de 2009 l'alcalde de Kati ha estat Hamalla Haidara. Està representat a l'Assemblea Nacional de Mali per Goagnon Coulibaly.
Sembla tenir la seu de la 3a Regió Militar de l'Exèrcit de Mali.

### 2004 Reunions de CAOMJ
Des del 27 de desembre de 2004 fins al 30 de desembre de 2004, la "Coordination des associations, organisations et mouvements de la jeunesse de Kati" va organitzar una reunió per a joves de Mali, Burkina Faso, Guinea, Costa d'Ivori, Senegal i Togo. La reunió anterior va tenir lloc al desembre de 2003 a Bobo-Dioulasso a Burkina Faso. Els joves s'havien compromès a contribuir amb el seu granet de sorra per a trobar una solució als problemes als quals s'enfronten els seus països, com la salut de la reproducció de joves i adolescents, la sida, l'avanç del desert, les guerres, l'analfabetisme, etc. La reunió de Kati es va centrar en el paper dels joves en el reforç de la integració africana i el seu paper en la lluita contra la desertificació dels seus països.

## Agermanaments
Kati està agermanat amb:
- Puteaux, França (des de 1985)[4]
- Erfurt, Alemanya (des de 2009)[5]

## Clima
La classificació climàtica de Köppen-Geiger classifica el seu clima com a humit tropical i sec (Aw). L'estació plujosa té lloc a mitgen any, de juny a setembre. De juliol a setembre, és la temperatura més plujosa i la temperatura diürna és la menys calenta. Els seus mesos més càlids són de febrer a maig amb temperatures màximes mitjanes per sobre de 37 °C.
| Paràmetres climàtics mitjans de Kati    | Paràmetres climàtics mitjans de Kati | Paràmetres climàtics mitjans de Kati | Paràmetres climàtics mitjans de Kati | Paràmetres climàtics mitjans de Kati | Paràmetres climàtics mitjans de Kati | Paràmetres climàtics mitjans de Kati | Paràmetres climàtics mitjans de Kati | Paràmetres climàtics mitjans de Kati | Paràmetres climàtics mitjans de Kati | Paràmetres climàtics mitjans de Kati | Paràmetres climàtics mitjans de Kati | Paràmetres climàtics mitjans de Kati | Paràmetres climàtics mitjans de Kati         |
| Mes                                     | Gen.                                 | Feb.                                 | Mar.                                 | Abr.                                 | Mai.                                 | Jun.                                 | Jul.                                 | Ago.                                 | Set.                                 | Oct.                                 | Nov.                                 | Des.                                 | Anual                                        |
| --------------------------------------- | ------------------------------------ | ------------------------------------ | ------------------------------------ | ------------------------------------ | ------------------------------------ | ------------------------------------ | ------------------------------------ | ------------------------------------ | ------------------------------------ | ------------------------------------ | ------------------------------------ | ------------------------------------ | -------------------------------------------- |
| Temperatura diària màxima °C (°F)       | 33,8 (92,8)                          | 37,1 (98,8)                          | 38,8 (101,8)                         | 37,6 (99,7)                          | 37,7 (99,9)                          | 34,3 (93,7)                          | 30,9 (87,6)                          | 29,7 (85,5)                          | 31,1 (88)                            | 34,2 (93,6)                          | 35,8 (96,4)                          | 34 (93,2)                            | (Error de l'expressió: Operador * inesperat) |
| Temperatura diària mínima °C (°F)       | 15,5 (59,9)                          | 18,5 (65,3)                          | 21,5 (70,7)                          | 22,1 (71,8)                          | 23,9 (75)                            | 22,1 (71,8)                          | 21,1 (70)                            | 20,6 (69,1)                          | 20,6 (69,1)                          | 20,6 (69,1)                          | 18,6 (65,5)                          | 16 (60,8)                            | (Error de l'expressió: Operador * inesperat) |
| Precipitació total mm (polzades)        | 0 (0)                                | 0 (0)                                | 6 (0,2)                              | 13 (0,5)                             | 45 (1,8)                             | 114 (4,5)                            | 235 (9,3)                            | 304 (12)                             | 195 (7,7)                            | 63 (2,5)                             | 4 (0,2)                              | 1 (0)                                | (Error de l'expressió: Operador / inesperat) |
| Font: weather-atlas.com, altitude: 442m |                                      |                                      |                                      |                                      |                                      |                                      |                                      |                                      |                                      |                                      |                                      |                                      |                                              |